# Hans-Joachim Schröter
Hans-Joachim Schröter (* 1934) ist ein deutscher Ingenieur-Ökonom und Sozial- und Wirtschaftshistoriker, der insbesondere für den Bezirk Karl-Marx-Stadt, das sächsische Erzgebirge und die Stadt Karl-Marx-Stadt in enger Zusammenarbeit mit der heutigen Technischen Universität Chemnitz und dem Stadtarchiv zwischen 1969 und 1989 zahlreiche Publikationen vor allem zur regionalen Industriegeschichte des 20. Jahrhunderts vorgelegt hat.

## Leben
Nach Abschluss der Schulausbildung und des Ingenieurstudiums reichte Hans-Joachim Schröter 1979 erfolgreich seine Dissertation an der Fakultät für Gesellschaftswissenschaften der Technischen Hochschule Karl-Marx-Stadt zum Thema Zur Entwicklung des Maschinenbaus in den europäischen RGW-Ländern und ihrer ökonomischen Zusammenarbeit in diesem Industriezweig bis Ende der fünfziger Jahre ein und wurde zum Dr. phil. promoviert. Hans-Joachim Schröter war als wissenschaftlicher Oberassistent an der Sektion Marxismus-Leninismus der Technischen Hochschule Karl-Marx-Stadt tätig. Neben wenigen Monographien legte er zahlreiche, vom damaligen Zeitgeist geprägte Veröffentlichungen zur Sozial- und Wirtschaftsgeschichte der DDR und insbesondere des Bezirks Karl-Marx-Stadt und der Stadt Chemnitz in verschiedenen Jahrbüchern und regionalen Publikationsreihen vor, die unter anderem durch die Auswertung von Archivalien des Stadtarchivs und des Archivs des Rates des Bezirkes Karl-Marx-Stadt entstanden. Dabei scheute er sich nicht, auch einige Probleme der Entwicklung der regionalen Wirtschaft offen zu benennen. Mit Beiträgen zur Industriegeschichte hatte er 1979 Anteil an der Herausgabe des Bandes Karl-Marx-Stadt der renommierten Publikationsreihe Werte unserer Heimat der Akademie der Wissenschaften der DDR. Außerdem publizierte er zu Themen des RGW, darunter über die Aufnahme der DDR in den RGW. Er stand unter anderem in Korrespondenz mit Jürgen Kuczynski und anderen Wirtschaftswissenschaftlern seiner Zeit.

## Werke (Auswahl)
- Der Grundriss der Geschichte der deutschen Arbeiterbewegung, Zwickau 1965
- Die Entwicklung der Wirtschaft im Bezirk Karl-Marx-Stadt. Ein Beitrag zum 20. Jahrestag der DDR, Karl-Marx-Stadt 1969 (Beiträge zur Heimatgeschichte von Karl-Marx-Stadt; 17)
- Die Entwicklung der Wirtschaft in Karl-Marx-Stadt, in: Sächsische Heimatblätter 15 (1969), S. 206–210.
- Die Entwicklung der Wirtschaft im Bezirk Karl-Marx-Stadt. Ein Beitrag zum 20. Jahrestag der DDR, in: Die Entwicklung der Wirtschaft im Bezirk Karl-Marx-Stadt, Karl-Marx-Stadt 1969, S. 5–27.
- Die Entwicklung des Exports der Industrie von Karl-Marx-Stadt, in: Die unmittelbaren Auswirkungen der Großen Sozialistischen Oktoberrevolution auf die Arbeiterbewegung in Chemnitz, Karl-Marx-Stadt 1971, S. 69–92 (Beiträge zur Heimatgeschichte von Karl-Marx-Stadt; 18)
- (mit Siegfried Becker und Rudolph Strauß): Die unmittelbaren Auswirkungen der Großen Sozialistischen Oktoberrevolution auf die Arbeiterbewegung in Chemnitz, Karl-Marx-Stadt 1971 (Beiträge zur Heimatgeschichte von Karl-Marx-Stadt; 18)
- Goldmedaillen auf der Leipziger Messe für Exponate des Bezirkes Karl-Marx-Stadt – ein Ausdruck der Wirtschaftskraft dieses Bezirks, in: Sächsische Heimatblätter 18 (1972), S. 160–165.
- Mitwirkung am Atlas zur Geschichte von der Akademie der Wissenschaften der DDR. Zentralinstitut für Geschichte, Hermann Haack Geographisch-Kartographische Anstalt Gotha, Bd. 1, Berlin 1973
- Zur Einheit von Wirtschafts- und Sozialpolitik, Karl-Marx-Stadt 1979 (Beiträge zur Heimatgeschichte von Karl-Marx-Stadt; 23)
- Zur Aufnahme der DDR in den RGW, in: Inhaltliche und methodologische Probleme einer vergleichenden Wirtschaftsgeschichte des Sozialismus, Berlin Humboldt-Universität 1979, S. 157–162.
- Zur Entwicklung des Maschinenbaus in den europäischen RGW-Ländern und ihrer ökonomischen Zusammenarbeit in diesem Industriezweig bis Ende der fünfziger Jahr, Karl-Marx-Stadt 1979.
- Die Verwirklichung der Einheit von Wirtschafts- und Sozialpolitik in der DDR, dargestellt an einigen Problemen der Entwicklung von Karl-Marx-Stadt von 1945 bis zur Gegenwart, Karl-Marx-Stadt 1979.
- Die Verwirklichung der Einheit von Wirtschafts- und Sozialpolitik in der DDR, dargestellt an einigen Problemen der Entwicklung von Karl-Marx-Stadt von 1945 bis zur Gegenwart, in: Zur Einheit von Wirtschafts- und Sozialpolitik, Karl-Marx-Stadt 23 (1979), S. 5–15.
- Mitwirkung an: Karl-Marx-Stadt. Heimatkundliche Bestandsaufnahme, Werte unserer Heimat, Berlin 1979
- Zum Beginn der wissenschaftlich-technischen Zusammenarbeit der europäischen RGW-Länder im Berich des Maschinenbaus, in: Wissenschaftliche Zeitschrift der Technischen Universität Karl-Marx-Stadt, 23 (1981), S. 563ff.
- Zu den Beziehungen zwischen Industrie und Landwirtschaft in der Zeit der Wiederherstellung der Volkswirtschaft in der Stadt Chemnitz (1945–1950), in: Regionalgeschichtliche Beiträge aus dem Bezirk Karl-Marx-Stadt, Karl-Marx-Stadt 1982, 4, S. 5–20.
- Die Stadt Karl-Marx-Stadt 1953 in Zahlen, in: Karl-Marx-Stadt 1953, Karl-Marx-Stadt 1983, S. 57–60.
- Zu einigen Problemen der Entwicklung der Wirtschaft im Territorium nach der Bildung des Bezirkes Chemnitz/Karl-Marx-Stadt, Jahrbuch für Regionalgeschichte Bd. 11 (1984), S. 30–45.
- Der Beginn einer geplanten Entwicklung der Wirtschaft in Chemnitz in der unmittelbaren Nachkriegsphase 1945/56, in: Rudolph Strauß zum 80. Geburtstag, Karl-Marx-Stadt 1984, S. 79–85.
- Wissenschaft und Technik bei der Wiederherstellung der Wirtschaft aus der Sicht der Industriestadt Chemnitz 1945–1950, in: Jahrbuch für Wirtschaftsgeschichte, Berlin 1985, 2, S. 31–44.
- Der Kampf der antifaschistisch-demokratischen Kräfte in Chemnitz um die Sicherung und Festigung der Ergebnisse des Volksentscheids, in: Erzgebirge, 1986, S. 10–15.
- Die Förderung und Festigung des Volkseigentums in der Industriestadt Chemnitz durch die Sowjetische Militäradministration in Deutschland, in: Jahrbuch für Wirtschaftsgeschichte, Berlin 1986, 4, S. 51–64.
- Der Kampf um die Macht in der Daimler-Benz AG, Niederlassung Chemnitz, in den Jahren 1945/46, in: Regionalgeschichtliche Beiträge aus dem Bezirk Karl-Marx-Stadt, Karl-Marx-Stadt 1986, 7, S. 18–28.
- Aufbauplan 234. Gedanken zum 40. Jahrestag des Befehls Nr. 234 der Sowjetischen Militäradministration in Deutschland (SMAD) vom 9.10.1947, in: Schmucksteingewinnung in Rottluff-Altendorf, Karl-Marx-Stadt 1986, S. 31–41.
- Der Kampf der antifaschistisch-demokratischen Kräfte und die Hilfe der UdSSR für die Überwindung der Folgen des Winters 1946/47, dargestellt am Beispiel von Chemnitz, in: Traditionen der Freundschaft, Karl-Marx-Stadt 1987, S. 56–68.
- Anmerkungen zu neueren Beiträgen zur Geschichte Volkseigener Betriebe der Stadt Karl-Marx-Stadt, in: Traditionen der Freundschaft, Karl-Marx-Stadt 1987, S. 87–91.
- Die Tauschzentrale der „Volkssolidarität“ 1947–1949 in Chemnitz, in: Karl-Marx-Städter Almanach, Karl-Marx-Stadt 7 (1988), S. 87–89.
- Dr. Richard Müller – Vom Weg eines Wirtschaftsfunktionärs in unserem Land, in: Erzgebirge. Jahrbuch 1989, Karl-Marx-Stadt 1989, S. 11–16.